# 克萊門特鎮區 (伊利諾伊州克林頓縣)
克萊門特鎮區（英語：Clement Township）是位於美國伊利諾伊州克林頓縣的一個行政鎮區。

## 地方資料
根據2010年美國人口普查的數據，克萊門特鎮區的面積為67.00平方千米，當中陸地面積為48.70平方千米，而水域面積為18.30平方千米。當地共有人口475人，而人口密度為每平方千米7.09人。